# Seznam kubanskih kardinalov
Seznam kubanskih kardinalov.

## A
- Manuel Arteaga y Betancourt

## G
- Juan de la Caridad García Rodríguez

## O
- Jaime Lucas Ortega y Alamino